# 知名定男
知名 定男（ちな さだお、1945年4月21日 - ）は、主に沖縄県で活動する民謡歌手（唄者）、ソングライター、音楽プロデューサー。父は沖縄民謡の大家である知名定繁。師匠は誠小（せいぐゎー）こと三線の名人登川誠仁。ディグ音楽プロモーション所属。現代沖縄民謡の大御所の一人で、琉球音楽協会会長。

## 略歴
現在の福岡県北九州市で生まれ、大阪で育つ。幼少時は父や、親交のあった「島唄の父」普久原朝喜らの影響を受け、沖縄芝居の子役として活動。6歳にして歌劇「でぃぐぬ花」で初のレコード録音を経験した。
1956年、父の故郷・沖縄に、父と共に密航。素人のど自慢大会で2位に入賞し、審査員を務めた登川誠仁に見出され、内弟子となる。直後に「惣慶漢那」（スーキカンナー）でデビューし、「天才少年現る」と話題を呼んだ。
以来音楽活動を続け、1971年、自ら作詞・作曲した「うんじゅが情けどぅ頼まりる」を発表。瀬良垣苗子の唄で大ヒットを記録する。1974年からは竹中労が企画した第1期琉球フェスティバルに参加し、東京・大阪の舞台に立つなど、喜納昌吉らと共に新世代の沖縄音楽のリーダーとしての地位を固めた。
1978年、洋楽と沖縄民謡の融合を図ったアルバム「赤花」で本土デビューを果たす。収録曲「バイバイ沖縄」はヒットしたが、従来の民謡の枠を越えた曲だったため賛否両論を呼んだ。また翌年、浦山桐郎監督の映画「太陽の子 てだのふあ」（1980年公開）に出演した。
プロデューサーとしては1990年、古謝美佐子、吉田康子、宮里奈美子、比屋根幸乃の4人で初代ネーネーズを結成させ、全国的に話題を集めた。さらに鳩間島で天才民謡少女と評判だった鳩間可奈子を見出し、デビューさせた。1995年からは第2期琉球フェスティバルのプロデュースを務め、全国的な沖縄音楽ブームの立役者となっている。
2000年には安室奈美恵の「NEVER END」（第26回主要国首脳会議イメージソング）で三線を演奏。2009年、「定男の唄を残したい」と乞われ、民謡101曲を収録した6枚組CD「島唄百景」を録音。同年12月2日～2010年1月27日、NHK教育テレビで放送された「趣味悠々 めんそ～れ!知名定男の三線入門」で講師を務めた。那覇市の国際通りでライブハウス「島唄」を経営する。
2012年3月25日、沖縄市民会館にて開催された自身の芸能生活55周年記念公演にて、「数年来の声の不調のため、自分のイメージ通りの歌が歌うことが出来なくなった。この公演を最後にしたい」として歌手活動からの引退を表明したが、父・知名定繁の生誕100年記念公演があることや、友人やファンの声もあり、2015年3月に歌手活動を再開することを表明した。

## 一族
父は沖縄民謡の大家として知られる知名定繁で、弟の知名定照は箏（琉琴）の奏者、知名定寛は神戸女子大学文学部史学科教授で宗教史を専門に研究している。また定男の次男である知名定人も唄者として活動している。

## ディスコグラフィー

### アルバム
多数の録音を残しているが、CDで比較的入手しやすいものを挙げる
- 赤花（1978）
- 沖縄島唄4 辻のブルースと情歌の世界（1991、糸数カメと共演）
- 島うた（1991）
- 島や唄遊び（1992、徳原清文と共演）
- 遊び唄・情け節（1996）
- 登川誠仁&知名定男（2004、登川誠仁と共演）
- うたまーい（2005）
- 島唄百景（2009）
- 唄魂（2009）

## 映画
- 沖縄やくざ戦争 （1976年） - 琉歌指導
- 太陽の子 てだのふあ （1980年） - ゴロちゃん 役、および作中の三線演奏

## 著書
- 『うたまーい 昭和沖縄歌謡を語る』岩波書店、2006.2